# Мошка (приток Пожвы)
Мошка — река в России, протекает в Рязанской области. Левый приток Пожвы.

## География
Река берёт начало около села Александровка Ухоловского района. Течёт в северо-восточном направлении по открытой местности. Устье реки находится у посёлка городского типа Сапожок в 25 км по левому берегу реки Пожва. Длина реки составляет 16 км, площадь водосборного бассейна 84,9 км². 

## Данные водного реестра
По данным государственного водного реестра России относится к Окскому бассейновому округу, водохозяйственный участок реки — Ока от города Рязань до водомерного поста у села Копоново, без реки Проня, речной подбассейн реки — бассейны притоков Оки до впадения Мокши. Речной бассейн реки — Ока.
По данным геоинформационной системы водохозяйственного районирования территории РФ, подготовленной Федеральным агентством водных ресурсов:
- Код водного объекта в государственном водном реестре — 09010102212110000026048
- Код по гидрологической изученности (ГИ) — 110002604
- Код бассейна — 09.01.01.022
- Номер тома по ГИ — 10
- Выпуск по ГИ — 0